# Pelourinho de Valhelhas
No outrora concelho e agora aldeia de Valhelhas, encontra-se um pelourinho datado de meados do século XVI.

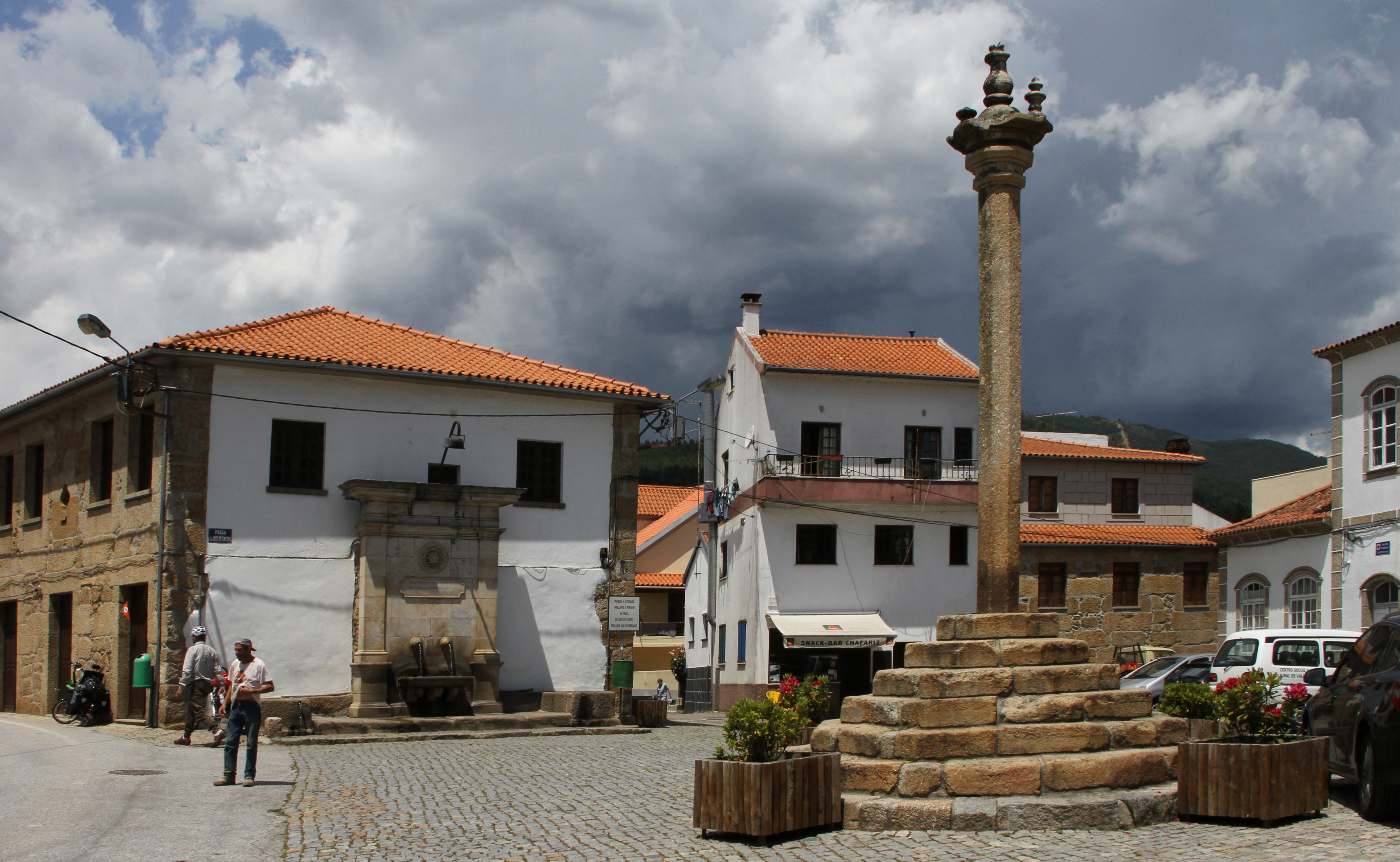
Pelourinho de Valhelhas (chafariz atrás à esquerda)

## Onde se situa
Este pelourinho situa-se no centro do principal largo da aldeia de Valhelhas, onde, para além do mesmo, também se situa a Junta de Freguesia, assim como um restaurante, um café e um chafariz.  O pelourinho está delimitado num lado, pela Junta de Freguesia, e, no lado oposto, pela estrada e pela Igreja Matriz.

## História

### Construção

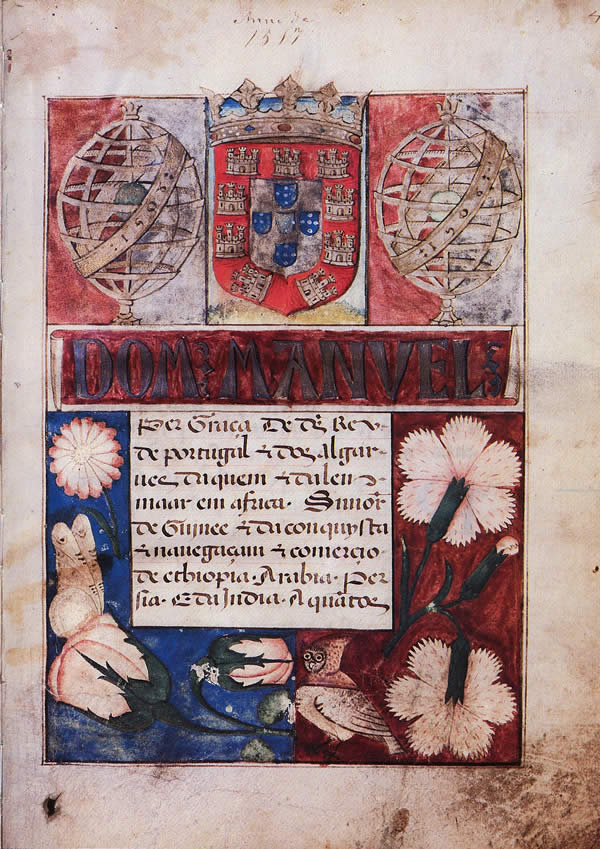
Exemplo de um foral manuelino

O pelourinho de Valhelhas foi mandado construir por D. Manuel I, rei de Portugal, após a concessão e entrega de um foral manuelino em 1514, porém a data que consta no pelourinho é de 1555. 
Estima-se que o pelourinho tenha sido construído no início do século XVI, pois apesar de ter o ano de 1555 gravado no mesmo, era bastante rara a construção de pelourinhos após a segunda metade do século XVI, e, como o mesmo foi recebido no outrora concelho em 1514, crê-se que tenha sido construído perto dessa mesma data e que o ano gravado corresponda a obras de recuperação. 
Devido a esses fatores não se sabe ao certo em que ano o pelourinho foi construído, apenas que terá sido entre 1514 (entrega do foral) e 1555 (data gravada no pelourinho). 

### Simbolismo

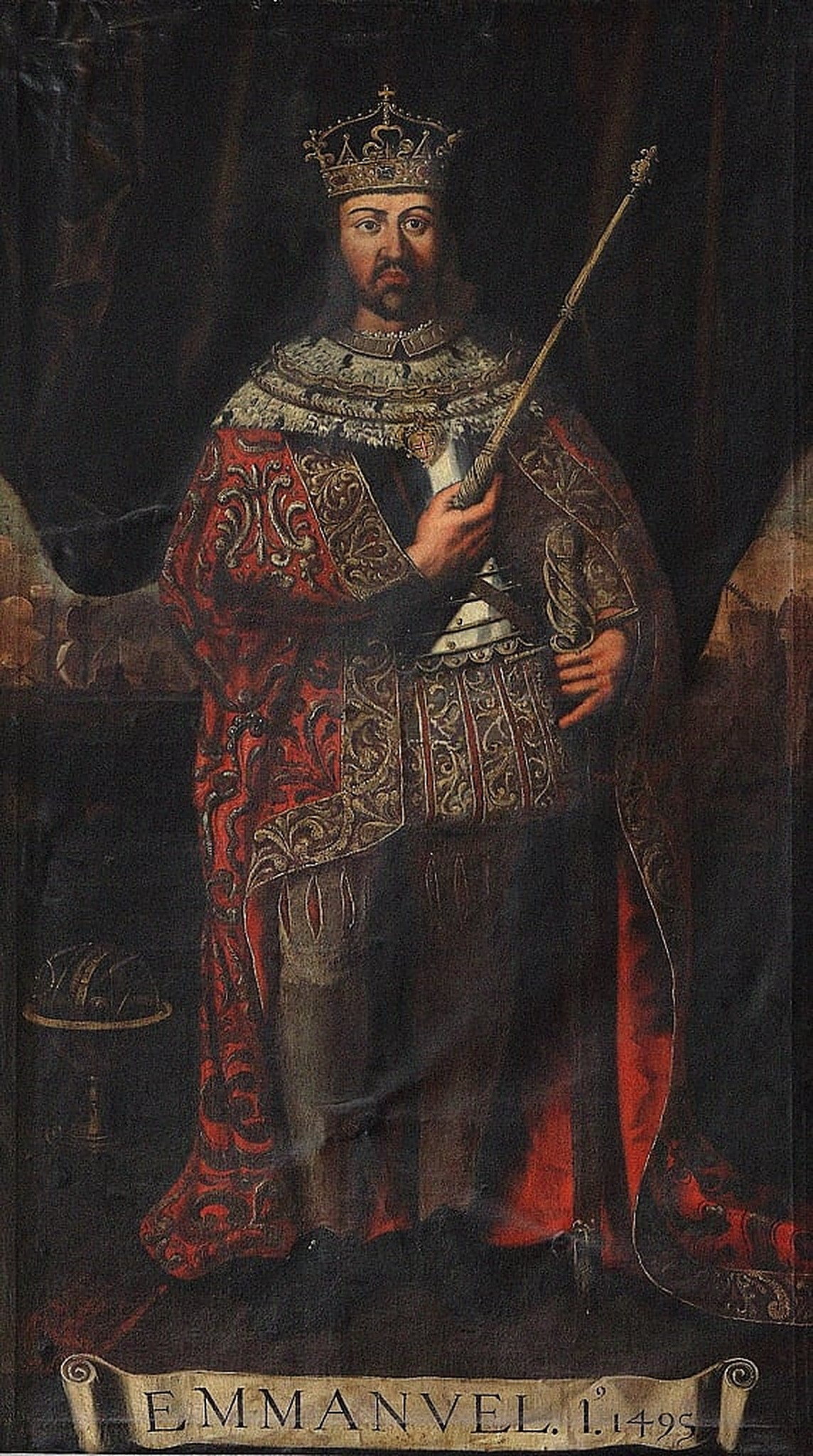
Retrato de D. Manuel

Até à altura (século XV), os pelourinhos tinham sido construídos principalmente com a intenção de servirem para punir os criminosos de maneira violenta, por vezes até à morte (dependendo da gravidade do delito) como, por exemplo, através do apedrejamento, açoites entre outros. Porém, com o reinado de D. Manuel I e a criação dos seus forais, os pelourinhos passaram a ter outro simbolismo. 
Crê-se que o pelourinho de Valhelhas tenha sido construído de acordo com esse novo simbolismo designado por D. Manuel I aos pelourinhos, e que por isso, tenha sido construído como uma peça de arte e ainda para demonstrar a concentração do poder régio nessa região. 

## Características
O soco do pelourinho é composto por sete degraus octogonais que demonstravam a importância de Valhelhas, pois, quantos mais degraus um pelourinho apresentava, maior importância terá tido a localidade na região geográfica. 
Por cima desse soco, encontra-se a coluna de fuste (octogonal) de oito faces lisas que mede cerca de 7 metros de altura e 0,40 metros de diâmetro,  essa coluna sustenta o capitel que é constituído por uma molduragem saliente e lisa, que é composto ainda por anéis octogonais e por uma gola central, com o ano de 1555 gravada numa face, e, números romanos quase ilegíveis nas outras. 

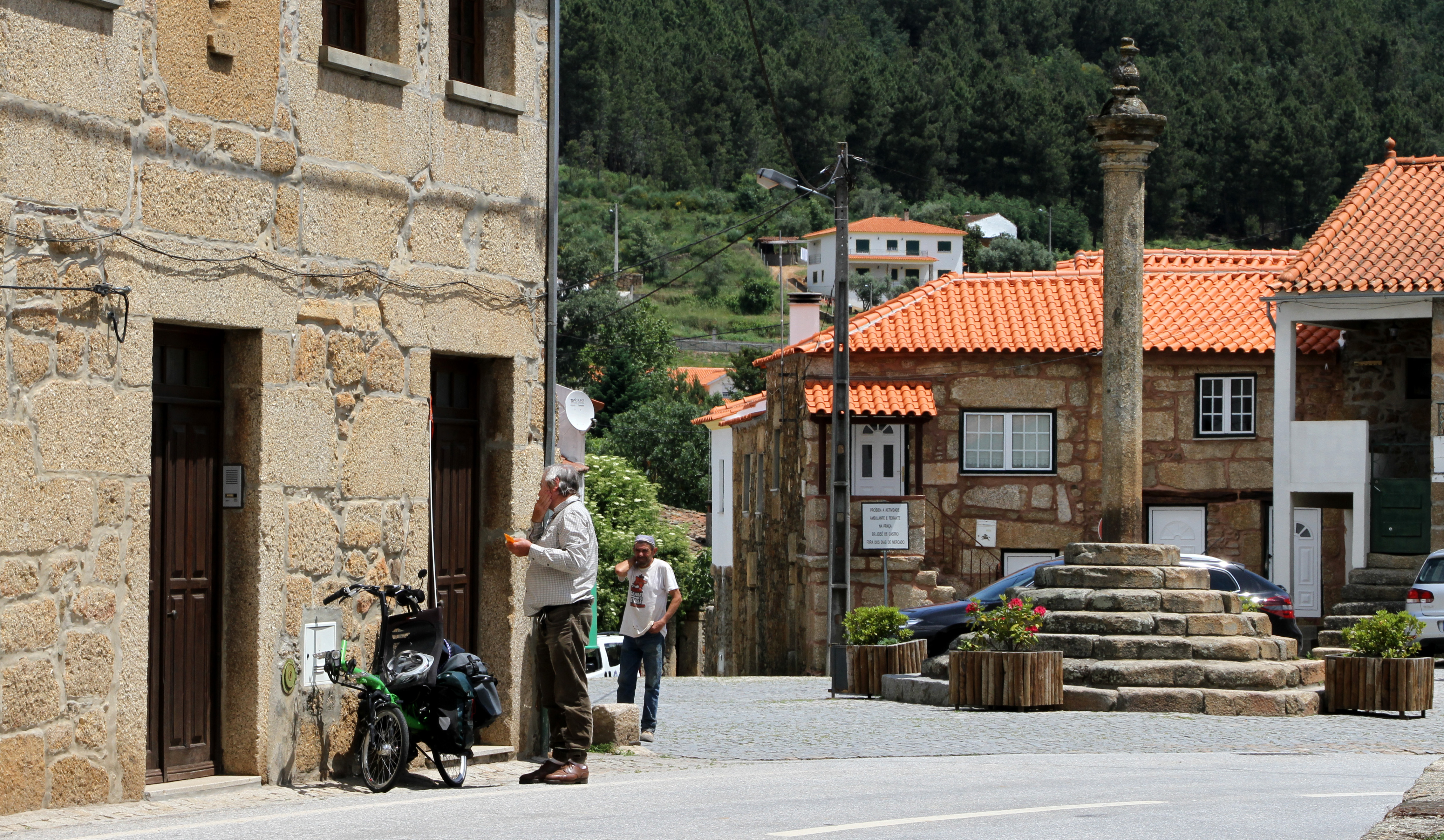
Pelourinho de Valhelhas

O capitel serve ainda de base a um tabuleiro circular e ao remate do tabuleiro que é composto por cinco pináculos, quatro dos mesmos menores, com um formato arredondado e dispostos em cruz. Esses quatro pináculos são sustentados por pequenas mísulas adereçadas com meias esferas onde dois dos pináculos se encontram hoje em falta. 
Por fim, como coroamento, o remate dispõe de um pináculo central que está assente numa base semicircular anelada e caracteriza-se por ser bojudo e de maiores dimensões relativamente aos outros pináculos laterais.